# Maréh
Federico Galvis Patiño (Cali, Colombia, 1991), mejor conocido por su seudónimo artístico Maréh, es un cantante, compositor y multi-instrumentalista colombiano.
Ha presentado su música en escenarios de Colombia, México, Perú, España y Estados Unidos, participando en diversos circuitos asociados a la escena independiente latinoamericana.
En 2023 fue nominado a dos premios Grammy Latinos, en las categorías Mejor Artista Nuevo y Mejor Álbum Cantautor.

## Vida
Maréh nació en Cali, Colombia. Es hijo del filósofo Jorge Enrique Galvis y de Janice Patiño, trabajadora social y jardinera. Comenzó su formación musical a los nueve años, mostrando desde temprana edad un vínculo con la percusión y las tradiciones musicales del Pacífico colombiano.
Durante su infancia y adolescencia estuvo expuesto a una amplia variedad de géneros musicales, especialmente la salsa, escuchando a artistas como Rubén Blades, Héctor Lavoe, Ismael Rivera y Buena Vista Social Club. También mostró interés por la canción de autor latinoamericana, influenciado por figuras como Caetano Veloso y Chico Buarque, y el rock argentino, especialmente Charly García y Fito Páez. Con el tiempo, incorporó también a su repertorio de influencias a músicos contemporáneos como Jorge Drexler, Natalia Lafourcade y El Kanka.
Se formó con destacados tamboristas del país, y reconocidos músicos como Gualajo, Hugo Candelario, Magín Díaz y Petrona Martínez. Durante sus estudios de Antropología en la Universidad ICESI, cofundó Africali, un proyecto musical que evolucionó hasta convertirse en una de las bandas más eclécticas y reconocidas de la ciudad.
A los 20 años comenzó a componer sus propias canciones, y a los 27 lanzó su primer disco Amuleto de manera independiente.

## Discografía
- Amuleto (2018). Incluye colaboraciones con Monsieur Periné y Vicente García.
- Tierra de promesas (2022). Álbum inspirado en los ecosistemas colombianos. Fue nominado al Grammy Latino en la categoría Mejor Álbum Cantautor.[6]
- Cuerpo (2025)[10][11]